# رولف آس
رولف آس (نروژی: Rolf Aas; ۱۲ اکتبر ۱۸۹۱ – ۹ آوریل ۱۹۴۶) بازیکن فوتبال اهل نروژ بود.
از باشگاه‌هایی که در آن بازی کرده‌است می‌توان به باشگاه فوتبال لین اشاره کرد.
وی همچنین در تیم ملی فوتبال نروژ بازی کرده‌است.